# ريكي رييس (نجم اجتماعي)
ريكي رييس هو نجم اجتماعي فلبيني، ولد في 12 أبريل 1950 في مانيلا في الفلبين.